# Vismia japurensis
Vismia japurensis är en johannesörtsväxtart som beskrevs av H. G. Reich.. Vismia japurensis ingår i släktet Vismia och familjen johannesörtsväxter. Inga underarter finns listade i Catalogue of Life.